# Baradur, Mundargi
Baradur là một làng thuộc tehsil Mundargi, huyện Gadag, bang Karnataka, Ấn Độ.